# 第三炮兵
第三炮兵，全称中国人民解放军第三炮兵部队，简称三炮，源自中国大陆部分网站上某些网民对“精英”人群的嘲讽，这词有时也特指“伪自由派” 。常见于天涯社區、新浪微博、超级大本营等论坛网民的发帖。名称源于中國人民解放軍曾因保密需要而命名的第二炮兵（现已改名为火箭军）、以及網路流行語“嘴砲”（可能还有中國北方骂人傻的方言“山炮”）。
该词开始只在少量网站流传。但随着2011年日本大地震及福岛第一核电站事故，该词随着一篇开头为“精英的战绩如下……”的无题文档开始流传于更多网络论坛。

## 含义
该词流通范围主要限定在中国大陆，使用者主要是用来特指在大陆网络上通常被贬称为“精英”的人群，他们在宣传国外优越方面之后，恰好国外随后发生了对宣传正好有反效果的灾难，给某些人一种正因为宣传才导致灾难之因果关系的感觉。典型的例子如2011年日本地震后的核泄露事件，2011年3月21日出版的《南方人物周刊》2011年第9期（總第247期），封面故事〈日本核危機〉的副標題是“地震、海啸、核泄，日本向世界献上一课：高素质的理性人民、快速反应的责任政府、有公信力的自由媒体”。这宣传被类比成“因果律武器”，类似中国网民调侃发改委提高油价与飞行事故的关系。因此发起宣传的网民（即一些人所称的“精英”）被一些网友比作被中国控制的隐秘军队，即“三炮”。

## 用法
使用者通常在讽刺形似“因赞美国外导致国外受灾”这样反效果，即加强举反例语气时使用。因取义第二炮兵的对外，所以如果是“赞美国内而导致国内出现了灾难事件”则不会使用“三炮”一词。

## 相关概念
- 第二炮兵
- 战略忽悠局
- 精英
- 今夜美国人
- 公共知识分子

## 外部連結
- 第三炮兵：中国杀伤力最大的战略部队 （页面存档备份，存于）